# Будинок на вулиці Дорошенка, 31 (Львів)
Будинок за адресою вулиця Дорошенка, 31 у Львові — багатоквартирний житловий триповерховий будинок, з магазинними приміщеннями на першому поверсі. Пам'ятка архітектури місцевого значення № 99.

## Історія
Зведено будинок в 1873 році за проектом архітектора Альфреда Каменобродського, на замовлення Арона Філіпа. У 1890 році добудовано третій поверх. З 1920 по 1934 роки власником будинку був відомий банкір Якуб Ландау. У 1934 році архітектор Януш Ґраф розробив проект реконструкції порталів магазинів які у 1935–1936 роках провів інший відомий архітектор Соломон Кайль. Перед початком Першої світової війни у будинку був магазин «D. Frushtman» та цукерня «Lebrose».

## Архітектура
Триповерхова цегляна будівля, тинькована, зведена у стилі історизму. Внутрішнє планування анфіладного типу, у плані будинок прямокутний з офіцинами та внутрішнім подвір'ям. Фасад будинку симетричний. Перший поверх — рустований, з головним порталом входу, розташованим по центру першого поверху. На другому поверсі, над головним входом виступає балкон з кованим огородженням на масивних ліпних кронштейнах. Вікна з профільованим обрамуванням, завершені трикутними сандриками, під вікнами вставки балясин. Центральне вікно на другому поверсі має розірваний сандрик з гербовим картушем посередині. Та третьому поверсі вікна з профільованим обрамуванням, з сегментними сандриками, під якими як і на другому поверсі діамантові русти. Між вікнами на поверсі розташовані пілястри з лінійним рустом та прикрашені іоніками на капітелях. Стрихові вікна овальної форми з ліпними картушами. Завершений будинок карнизом на ліпних кронштейнах з поясом іонік.